# Примењена наука
Примењена наука подразумева могућност примене теоријских достигнућа науке у пракси. Социјални рад је професија карактеристична по настојању да своја теоријска знања, али и сазнања сродних наука (психологије, педагогије, менталне хигијене и сл.) претаче у практичне активности било да се односе на употребу нових метода или формирање институција које су од највеће користи за унапређивање здравља појединца, група и заједнице.